# Euxoa wirima
Euxoa wirima är en fjärilsart som beskrevs av David F. Hardwick 1965. Euxoa wirima ingår i släktet Euxoa och familjen nattflyn. Inga underarter finns listade i Catalogue of Life.